# Teruko Nakano
Teruko „Peko“ Nakano (jap. 中野 照子, Nakano Teruko bzw. mit Spitznamen ペコ; * 3. Oktober 1965 in Hachiōji) ist eine japanische Beachvolleyballspielerin.

## Karriere
Nakano spielte ihre ersten internationalen Turniere 1994 mit Yukiko Ishizaka. Bis 1996 verbuchten Ishizaka/Nakano drei neunte Plätze bei Open-Turnieren in Miami, Rio de Janeiro und Santos. In Carolina wurden sie zunächst Achte und später Fünfte. 1996 traten sie bei den Olympischen Spielen in Atlanta an. Dort unterlagen sie in der ersten Runde dem deutschen Duo Bühler/Müsch. Auf der Verlierer-Seite mussten sie sich nach einem Sieg gegen die Französinnen Prawerman/Lesage in der zweiten Runde dem US-Duo Fontana/Hanley geschlagen geben.
1998 bildete Nakano ein neues Duo mit Kaori Tsuchiya. Bei ihrem zweiten gemeinsamen Open-Turnier in Osaka erreichten Nakano/Tsuchiya den 25. Platz. 1999 nahmen sie an der Weltmeisterschaft in Marseille teil und kamen dabei auf den 41. Rang. Im folgenden Jahr wurden sie bei den Open-Turnieren in Espinho und Osaka 25. und erzielten zum Abschluss in Dalian den 17. Platz.